# Nectomys rattus
Nectomys rattus é uma espécie de roedor da família Cricetidae.
No Brasil, essa espécie ocorre nos estados da região Centro-Oeste, Nordeste e Norte.

## Notes
1. ↑  BONVICINO, C. R.; OLIVEIRA, J. A.; D’ANDREA, P. S (2008). Guia dos roedores do Brasil, com chaves para gêneros baseadas em caracteres externos. Rio de Janeiro: Centro Pan-Americano de Febre Aftosa - OPAS/OMS. 120 páginas. ISBN 0101-6970 Verifique |isbn= (ajuda)